# Чемпіонат світу з трекових велоперегонів 2016 — гіт на 1 км (чоловіки)
Змагання з гіту на 1 км серед чоловіків на Чемпіонаті світу з трекових велоперегонів 2016 відбулись 3 березня 2016. Йоахім Айлерс виграв золоту медаль.

## Результати
Заїзд розпочавсь о 14:49.
| Місце | Ім'я                | Країна          | Час      | Відставання | Примітки |
| ----- | ------------------- | --------------- | -------- | ----------- | -------- |
| 1     | Йоахім Айлерс       | Німеччина       | 1:00.042 |             |          |
| 2     | Тео Бос             | Нідерланди      | 1:00.461 | +0.419      |          |
| 3     | Квентін Лафарг      | Франція         | 1:01.581 | +1.539      |          |
| 4     | Кшиштоф Максель     | Польща          | 1:01.597 | +1.555      |          |
| 5     | Метью Кремптон      | Велика Британія | 1:01.669 | +1.627      |          |
| 6     | Мет Арчібальд       | Нова Зеландія   | 1:01.718 | +1.676      |          |
| 7     | Томас Бабек         | Чехія           | 1:01.962 | +1.920      |          |
| 8     | Робін Вагнер        | Чехія           | 1:02.206 | +2.164      |          |
| 9     | Сантьяго Рамірес    | Колумбія        | 1:02.207 | +2.185      |          |
| 10    | Максіміліан Дорнбах | Німеччина       | 1:02.425 | +2.383      |          |
| 11    | Хосе Морено Санчес  | Іспанія         | 1:02.550 | +2.508      |          |
| 12    | Ім Чхе Пін          | Південна Корея  | 1:02.666 | +2.624      |          |
| 13    | Матеуш Ліпа         | Польща          | 1:02.908 | +2.866      |          |
| 14    | Касіо Фрейтас       | Бразилія        | 1:04.202 | +4.160      |          |
| 15    | Міка Сімола         | Фінляндія       | 1:04.641 | +4.599      |          |